# SV Mattersburg
Sportverein Mattersburg eller endast SV Mattersburg, var en österrikisk fotbollsförening från Mattersburg i Burgenland. Mattersburg spelade i Bundesliga.
Staden Mattersburg har endast 6 300 invånare. Trots detta lyckas SV Mattersburg fylla Pappelstadion relativt väl, debutsäsongen 2003/2004 samlade föreningen i snitt 11 069 åskådare på sina hemmamatcher. Säsongen 2004/2005 hade föreningen det näst högsta publiksnittet i ligan.

## Historia
SV Mattersburgs framtid blev i fara då klubbens huvudsponsor Commerzialbank Mattersburg förbjöds affärsverksamhet av finansmarknadsmyndigheten med omedelbar verkan den 15 juli 2020. Bankdirektören Pucher hade byggt upp föreningen i cirka 30 år och var även dess ordförande. Den 5 augusti 2020 meddelade styrelsen att de skulle ansöka om konkurs och ge upp rätten att spela i Bundesliga. En vecka senare bildades Mattersburger Sportverein (MSV 2020) som en fortsatt klubb för ungdomsspelarna.

## Placering tidigare säsonger
| Säsong    | Nivå | Liga       | Placering | Referens |
| --------- | ---- | ---------- | --------- | -------- |
| 2002/2003 | 2    | 1.Division | 1         | [ 4 ]    |
| 2003/2004 | 1    | Bundesliga | 8         | [ 5 ]    |
| 2004/2005 | 1    | Bundesliga | 5         | [ 6 ]    |
| 2005/2006 | 1    | Bundesliga | 7         | [ 7 ]    |
| 2006/2007 | 1    | Bundesliga | 3         | [ 8 ]    |
| 2007/2008 | 1    | Bundesliga | 5         | [ 9 ]    |
| 2008/2009 | 1    | Bundesliga | 9         | [ 10 ]   |
| 2009/2010 | 1    | Bundesliga | 6         | [ 11 ]   |
| 2010/2011 | 1    | Bundesliga | 9         | [ 12 ]   |
| 2011/2012 | 1    | Bundesliga | 8         | [ 13 ]   |
| 2012/2013 | 1    | Bundesliga | 10        | [ 14 ]   |
| 2013/2014 | 2    | Erste Liga | 6         | [ 15 ]   |
| 2014/2015 | 2    | Erste Liga | 1         | [ 16 ]   |
| 2015/2016 | 1    | Bundesliga | 9         | [ 17 ]   |
| 2016/2017 | 1    | Bundesliga | 7         | [ 18 ]   |
| 2017/2018 | 1    | Bundesliga | 6         | [ 19 ]   |
| 2018/2019 | 1    | Bundesliga | 8         | [ 20 ]   |
| 2019/2020 | 1    | Bundesliga | 10        | [ 20 ]   |